# فرانسزگ گاریدو
فرانسِزگ گاریدو (کاتالونیایی: Francesc Garrido؛ ‏تلفظ در کاتالان: [fɾənˈsɛzg]؛ ‏ زادهٔ ۱۹۶۹) بازیگر اهل اسپانیا است. وی دانش آموختهٔ آکادمی موسیقی و هنرهای نمایشی لندن است.
از فیلم‌ها یا برنامه‌های تلویزیونی که وی در آن نقش داشته‌است، می‌توان به عروس کولی، افراد خودی، شراب کهنه، ایزابل، دریای درون، چشم‌هایم برای تو، مردان پاکو، آلاتریست، آپارتمان ۱۴۳، میهمان ناخوانده، جگوار و ۴ لاتاس اشاره کرد.